# ونوس از ولکان می‌خواهد که برای پسرش آئنیاس اسلحه بسازد

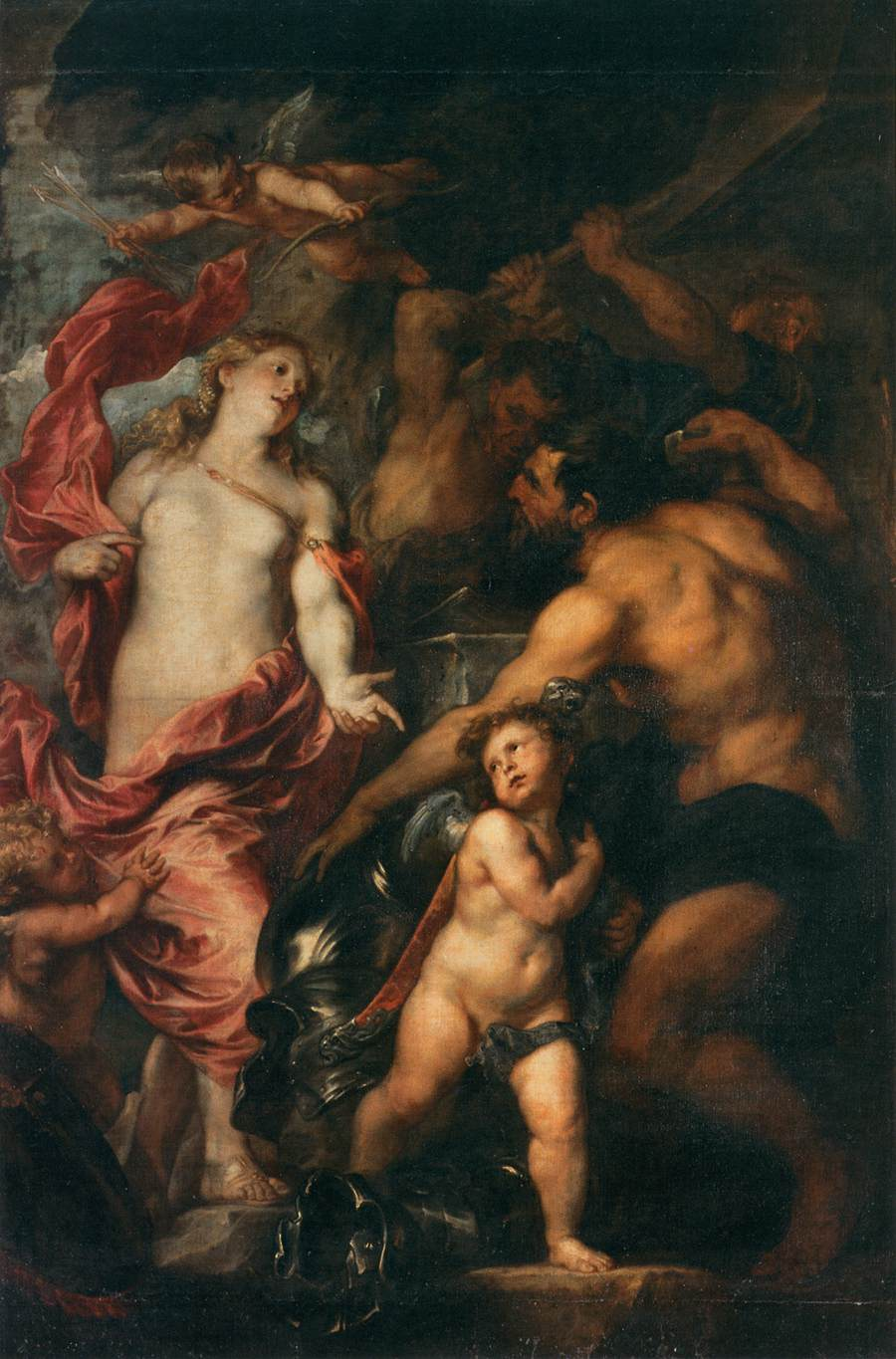

ونوس از ولکان می‌خواهد که برای پسرش آئنیاس اسلحه بسازد (انگلیسی: Venus Asks Vulcan to Forge Arms for her Son Aeneas) نقاشی رنگ روغن روی بوم ۱۶۳۰–۱۶۳۲ توسط آنتونی فان دیک، اکنون در موزه لوور، در پاریس است. این صحنه صحنه‌ای از انه‌اید ویرژیل (کتاب هشتم، سطرهای ۳۷۰–۳۸۵) را به تصویر می‌کشد که در آن ونوس از ولکان (اسطوره) می‌خواهد تا برای پسرش آئنیاس از آنخیسس، با پسر دیگرش کوپیدو که در پیش‌زمینه مرکزی ظاهر می‌شوند، اسلحه بسازد.